# San Juan Sayultepec
San Juan Sayultepec es una localidad del estado mexicano de Oaxaca. Es cabecera del municipio de San Juan Sayultepec.

## Demografía
| Censo | Población |
| ----- | --------- |
| 1900  | 564       |
| 1910  | 562       |
| 1921  | 557       |
| 1930  | 588       |
| 1940  | 733       |
| 1950  | 743       |
| 1960  | 591       |
| 1970  | 567       |
| 1980  | 522       |
| 1990  | 471       |
| 1995  | 432       |
| 2000  | 417       |
| 2005  | 415       |
| 2010  | 501       |
| 2020  | 602       |